# Megváltozott munkaképesség
Megváltozott munkaképességűnek tekinthető az a személy, aki veleszületett, balesetből, vagy betegségből kifolyólag nem képes olyan módon vagy mértékben elvégezni a rá bízott feladatokat, mint a hozzá korban, nemben, képzettségben hasonló személyek általában.
Gyakori tévhit, hogy a megváltozott munkaképességűek nem tudnak járni, ezért kerekesszéket használnak. Ez azonban nincs így; nagyon sokféle állapot vezethet a munkaképesség megváltozásához. Nemcsak a különböző fogyatékosságok, hanem betegségek, vagy balesetek is okozhatják. Minél többen tudják ezt, annál jobbak a megváltozott munkaképességűek esélyei.
A látás-, hallássérültek, értelmi fogyatékosok, autisták, beszédben akadályozottak és a mozgássérültek állapotuk miatt gyakran elszigetelődnek és kiszorulnak az élet különböző területeiről. Megfelelő támogatás hiányában kiszorulnak az oktatásból és a munkából is. Ezen a többségi, ép társadalomnak kell segítenie.

## Osztályozása
A megváltozott munkaképességűek a képesség csökkenése szerint különböző kategóriákba sorolják. Lehet 3. csoportú (67%), 2. csoportú (100%, önmagát ellátni képes), 1. csoportú (100%, önmagát ellátni nem képes), vagy kisebb mértékben csökkent munkaképességű, aki ellátásra nem jogosult, hanem ugyanúgy munkából kellene fenntartania magát, mint a többségi társadalom tagjainak. Egyes esetekben azonban nincs megfelelő munka a számukra, ezért eltartottá válnak. A képességcsökkenés megállapítását egyre szigorúbbra veszik, így olyanok is elveszthetik a járadékukat, akik valójában nem tudnak dolgozni.
A munkaképesség csökkenésének mértékét az Országos Egészségbiztosítási Pénztár Országos Orvosszakértői Intézete (OOSZI) állapítja meg, szakértői vizsgálat során. A szakértői vizsgálat eredményeképpen a személy egy OOSZI határozatot kap, mely kimondja, hogy milyen mértékű munkaképesség-csökkenéssel rendelkezik, valamint, hogy állapota, megállapított "százaléka" maradandó-e, vagy felülvizsgálatra szorul-e.
Ennek az OOSZI határozatnak a birtokában tekinthető a személy megváltozott munkaképességűnek.
Az Országos Orvosszakértői Intézet 2007. január 1-je óta már nem az OEP, hanem a Szociális és Munkaügyi Minisztérium szakmai háttérintézményeként működik. Ebben az évben megváltozott a neve és a feladata is. Új neve: Országos Rehabilitációs és Szociális Szakértői Intézet.
A megváltozott munkaképességűeknek a nyílt munkaerőpiacra történő elhelyezését segíti elő a brit-magyar minta alapján működő 4M, mely az országban 21 helyszínen működik.
A 4M jelentése: Megoldás Munkaadóknak és Megváltozott munkaképességű Munkavállalóknak.
Bővebb információ: http://www.megvaltozott.hu Archiválva 2005. február 9-i dátummal a Wayback Machine-ben
A mai Magyarországon egyes törvények tovább rontják a járadékosok esélyeit a munkavállalásra. Ha ugyanis adódna egy idénymunka, ahol a havi kereset elérné a minimálbér másfélszeresét, akkor azt nem vállalnák el, különben elvesztenék a járadékukat, amit akkor sem kapnának vissza, ha az év hátralevő részére nem kapnának semmilyen munkát.

## Összefoglalás
A megváltozott munkaképességű emberekkel való kapcsolattartás, vagy foglalkoztatásuk során elsősorban arra kell figyelni, hogy "egészséges" társaik elsődlegesen ne a munkaképesség-csökkenés, hanem a megmaradt képességek, készségek, tapasztalatok alapján ítéljék meg őket.
Számtalan olyan foglalkoztatási vagy akár élethelyzet adódhat, ahol a sérült emberek hátrányából akár előny is kovácsolható (pl. siket emberek számára a nagy zaj nem zavaró munkavégzés során).
A továbbiakban a leggyakoribb és a legismertebb megváltozott munkaképességű állapotokat soroljuk fel.

## Fogyatékosságok
A különböző fogyatékosságok elnevezései hiányközpontúak, vagyis azt mutatják, hogy valaki híján van bizonyos szervi működéseknek, vagy ezek a működések az épnél jóval rosszabbul működnek. Ezek az elnevezések egy szóban vagy egy kifejezésben foglalják össze a hiányt, ami ugyan megmagyarázza, hogy mi az illető baja, de semmit sem mond a megmaradó képességekről. Az egyén képességeinek összefoglalásához ezért pontosabb állapotleírásra van szükség, ami nemcsak a hiányosságokat, hanem az egyén erősségeit is bemutatják.

### Látáskárosodások
Ha valaki vakként van nyilvántartva, a közvélekedés szerint egyáltalán nem lát semmit. A valóságban a látáskárosodott személyeknek csak körülbelül 4%-a tartozik ebbe a kategóriába. A vakként vagy csökkentlátóként nyilvántartott személyek java része valamilyen mértékben lát. Általában ez a mérték és ennek a foglalkoztatási hatása határozza meg azt, hogy a sérült milyen mértékű támogatásra jogosult.
A leggyakoribb látást érintő megbetegedések:
- Szürkehályog: a szemben levő lencse fokozatos elhomályosulása, amely homályos, ködös látást eredményez. Okozhatja többek között cukorbetegség is.[1]
- Zöldhályog (glaucoma): a szemben levő nyomás okozza, amely homályos vagy csőlátást és fokozatos látás-vesztést eredményezhet.[2]
- Diabeteses retinopathia: a látás elvesztése foltokban, mintha egy sárral befröcskölt szélvédőn nézne át valaki. Amint a név is mutatja, a cukorbaj (diabetes) okozza;[3]
- Csőlátás: csak a középső látómező egy kis területe marad meg, mintha egy puska csövén nézne át valaki;
- A színlátás zavarai: Igen ritka az, hogy valaki teljesen színvak (vagyis csak a fekete és a fehér árnyalatait látja), de a szín-érzékelés károsodhat. Ez gyakoribb a férfiak körében, és leggyakoribb típusa a piros és a zöld összekeverése. Több száz olyan munkakör van, amit színlátási zavarral nem lehet ellátni.[4] Legtöbbször lehet a színlátást speciális szemüveggel korrigálni, így a legtöbb, korábban kizárt szakma színtévesztőként is ellátható a szemüveget viselve. Mivel a színtévesztők másként látják a színeket, ezért olyan mintázatokat ismernek fel, melyek a normál színlátásúak előtt rejtve maradnak.
- Félszemlátás – ha valakinek csak egy használható szeme van. Ez a korai stádiumokban szédülést és iránytévesztést okozhat, továbbá csökken a látótér és nehezebb megbecsülni a távolságot. Ez azután általában idővel javul.
- Látótérvesztés – akkor történik, ha a normális látótér egy része elvész. Okozhatja magának a szemnek a megbetegedése vagy stroke vagy fejsérülés.

Látásuk sérülése miatt az épeknél jobban hagyatkoznak a tapintásukra és a hallásukra, ezért ezek jobban kifinomodnak. Ez annál kifejezettebb, minél súlyosabb a sérülés.

### Halláskárosodások
Ez a kifejezés annak a részlegestől a súlyos siketségig terjedő hallás-tartománynak a leírására szolgál, amelyben a hallásvesztés elég nagy ahhoz, hogy hátrányosan befolyásolja a személy képességét a szokványos mindennapi tevékenységek ellátására.
Siketség: Ez a kifejezést annak az állapotnak a leírására szolgál, amikor a személy alig vagy egyáltalán nem rendelkezik hasznos hallással. Hallásvesztesége mindkét fülön legalább 90 decibel. Képessége a hallókkal való kommunikációra függhet attól, hogy mikor siketült meg. Ha ez a beszéd elsajátítása előtt történt (nyelvtanulás előtti siketség), nyelvértése erősen vizuális jellegű, vagyis csak szájról olvasással tudja kiegészíteni azokat a jeleket, amelyek nem világosak számára. Előfordulhat, hogy az ilyen személy nem érti olyan jól a beszédet, mint az, aki azután siketült meg, hogy már megtanult beszélni (nyelvtanulás utáni siketség).
Nagyothallás: Ez a kifejezés annak az állapotnak a leírására szolgál, amikor a személy rendelkezik némi hasznos hallással, és attól függően, hogy ez milyen mértékű, jobban érti a beszélt nyelvet. A nagyothallóként jellemzett személyek egy része esetleg csak az olyan magas frekvenciájú hangokat hallja meg, mint az "sz", vagy az olyan alacsony frekvenciájúakat, mint a "b".
A halláskárosodás lehet öröklött vagy szerzett. A legtöbb ember életében előfordul valamilyen hallási nehézség, akár születésétől fogva, akár balesetből vagy betegségből adódóan. Lehet, hogy saját maga okozza, azzal, hogy hangos zenét hallgat, vagy nem visel fülvédőt munka közben. Lehet egyszerűen az öregedési folyamat velejárója is.
A hallássérültek jobban rá van szorulva a gesztusok értelmezésére, ezért könnyebben megértik a testbeszédet. Többnyire tudnak szájról olvasni. Figyelmesebbek, és perifériás látásuk is jobb az épnél. A siketek a jelnyelv ismerete miatt nagy zajban vagy víz alatt is tudnak beszélgetni.
Egyéb siketséggel kapcsolatos rendellenességek:
Fülzúgás (Tinnitus): Gyakran fülcsengésnek nevezik, bár a tinnitusban szenvedők által hallott zajok sokfélék lehetnek. Értékelése során általában az a jelentősebb tényező, hogy mennyire zavarja a hallást, de káros pszichológiai hatásai is lehetnek. A tinnitusban szenvedők gyakran panaszkodnak álmatlanságra, amely munkaképtelenséget okozhat, vagy ronthatja a munka-teljesítményt.
Ménière-kór: Szédülés- és fülzúgás-rohamok, súlyosbodó idegi siketséggel, amely időnként hányingert okoz. Mivel az egyensúlyérzetet a fülben levő folyadékok szabályozzák, ez a funkció is érintve lehet.

### Értelmi fogyatékosság
A kifejezés általában az olyan, az átlagosnál lényegesen alacsonyabb értelmi tevékenységre vonatkozik, amely az alkalmazkodó viselkedés hiányosságaival jár együtt.
Az értelmi tevékenység a személy azon képességére vonatkozik, hogy megtanulja a problémamegoldás és az információ-feldolgozás általános elveit. Az alkalmazkodó viselkedés a személy azon képességére vonatkozik, hogy a személyes függetlenséggel és társadalmi felelősségtudattal kapcsolatos viselkedési normákat kialakítsa.
Az értelmi fogyatékosság eseteinek úgy a negyede valamilyen agykárosodásnak tulajdonítható. Ide tartoznak a következők:
- genetikai megbetegedések
- az anya olyan fertőzései vagy betegségei, mint a rubeola vagy a szexuális úton terjedő betegségek
- agykárosodást eredményező születési kockázatok
- olyan születés utáni fertőzések és megbetegedések, mint az agyvelőgyulladás (encephalitis) vagy a agyhártyagyulladás (meningitis)
- csecsemő- illetve gyermekkori balesetek
- környezeti kockázati tényezők és szennyezőanyagok, például ólom vagy higany.[9]

Az esetek többségében nem könnyű megállapítani az okot.
A vele járó gyakorlati problémák függenek attól, hogy milyen súlyos az értelmi fogyatékosság, és mennyire volt hatékony a család, az oktatási és állami szolgálatok korábbi támogatása.
Általában elmondható, hogy az értelmi fogyatékos személy lassan tanul meg új feladatokat és módszereket. Előfordul, hogy korlátozott komplexitású információt tud csak befogadni, vagy nehézségeket okoz számára a problémamegoldás.
Előfordulhat, hogy rövidebb ideig tud csak összpontosítani, és rosszabb az emlékezőképessége, az új és kihívást jelentő helyzetek szorongást keltenek benne. Egy súlyosabb értelmi fogyatékos egyén esetleg gyenge vagy nem megfelelő kommunikációs képességekkel rendelkezik. Ez gyakran vezethet "nehéznek" vagy "kihívónak" címkézett viselkedéshez.
A feltételes mód gyakori használata az értelmi fogyatékosság említése kapcsán általános jelenség. Előfordul, hogy az értelmi fogyatékos e jellemzők mindegyikét mutatja, előfordul, hogy egyet sem. Ráadásul különböző fokozatok is lehetségesek.
Az enyhétől a közepesig terjedő értelmi fogyatékosságot viselő személyek általában jól boldogulnak a munkavállalással és megbízható, lelkiismeretes dolgozók. Monotóniatűrésük jobb lehet, mint az épeké. Sőt, azok esetében, akik jó verbális készségeket fejlesztenek ki, fennáll a veszélye annak, hogy alábecsülik azt, hogy milyen mértékben szükséges elmagyarázni nekik a feladatokat.

### Autizmus
Az autizmus egy veleszületett rendellenesség, ami a szociális képességek csökkenésével jár. Az autisták gondolkodása, viselkedése, kommunikációja nagyban különbözik az éptől. Kevésbé súlyos változata az Asperger-szindróma, ami kisebb beilleszkedési zavarral jár. Az autizmus gyakran jár együtt más fogyatékosságokkal, különösen értelmi vagy súlyos beszédfogyatékossággal. Jellemzők az autisztikus magány, az ismétlődő mozgások, és a beszűkült érdeklődés. Nehezen értik meg az általános élethelyzeteket. A csökkent alkalmazkodóképesség miatt a többségnek többet kell alkalmazkodnia az egyénhez, mint egyébként.
A neurodiverzitás szemlélete szerint nincs szó fejlődési rendellenességről, hanem csak eltérő felépítésű idegrendszerről, mely se nem jobb, se nem rosszabb, mint a neurotipikus (többségi) emberek idegrendszere. De emiatt eltérő az érzékelésük, ezért a reakciójuk is (mely a többség számára lehet szokatlan, furcsa, ismeretlen), emiatt a gondolkodásuk is más, így a kommunikációjuk is.
Nincs két egyforma autista, ahogy két egyforma neurotipikus sem. Mindenkinek megvannak a maga nehézségei, melyek részben az egyéni tulajdonságokból, részben a társadalmi eltérésekből adódnak.
Ezért okoz nekik a többségi társadalomban és szociális élettérben az elvárásoknak való megfelelés, a többség megértése. De ez nem csak egyirányú utca, a többségnek pont ugyanakkora nehézséget okoz az autisták megértése.
A legjobb dolog amit tehetünk, hogy egymást megértjük, és a szükségleteket felmérve, nem feltétlenül csak az autisták számára járó előnyöket, segítségeket lehet eszközölni.
Ahogy fentebb is volt, eltérőek a nehézségek, és a szükségletek, így nincs egységes megoldás sem.

### Beszédbeli akadályozottság
A beszédfogyatékosság azt jelenti, hogy az egyén nyelvi vagy beszédképességei olyan mértékben elmaradnak az átlagostól, hogy az nagy mértékben akadályozza a kommunikációt. Érintheti a beszédet, az írás-olvasást vagy más nyelvi képességeket, mint a számolást vagy a szavakkal való önkifejezés képességét.
A diszlexia (orvosi írásmóddal: dyslexia) kifejezéssel az olvasásban és a helyesírásban való nagy fokú elmaradást illetik.http://www.diszlexia.hu/ Régi, ma alig használt neve: szóvakság. A kifejezésbe gyakran beleértik a számolási nehézségeket is, bár ez utóbbi diszkalkuliaként ismert. A diszgráfia néven ismert írászavarral együtt specifikus tanulási nehézségnek is hívják. Ezt a kifejezést többnyire az önkormányzatnál dolgozó pszichológusok használják, mivel érzelmileg semlegesebbnek tartják, mint az egyes zavarok nevét.
Habár időben megkezdett, alternatív módszerekkel végzett olvasástanítással a diszlexia tünetmentesíthető, a diszlexiás emberek írás-olvasási nehézségekkel küszködhetnek, amelyek a kisebb helyesírási hibáktól és a lassú felfogástól a teljes analfabetizmusig terjedhetnek. A diszkalkuliások és diszgráfiások gyakran nem érik el azokat az eredményeket, amiket megfelelő gyógypedagógiai képzéssel elérhetnének. A kezelések azonban nem segítenek a rövidtávú memórián, a minták felismerésén és a tevékenységek megszervezésén sem. A legtöbb felnőtt diszlexiás látszólag tud olvasni, de nem tudja felfogni egy bekezdés teljes értelmét, főleg feszültség közepette. A diszlexiások jobbak a nem nyelvi, képi gondolkozásban, bár az eredményt nehezen tudják szavakba önteni. Gyakran azonban a tanulási zavarok csak kibúvóként szolgálnak. Speciális tesztsorozattal ismerhetők fel; ehelyett azonban egyszerűbb teszteket használnak, melyek egy-két tünetet pécéznek ki. Ha iskolásoknak adják ki az eredményt, akkor őt szakvéleményesnek nevezik.
A felnőttekkel munkapszichológusok foglalkoznak.
A beszédre összpontosuló akadályozottság akadályozza az önkifejezést, ezért a beszédfogyatékosok ügye gyakran elsikkad, nem vesznek róluk tudomást, így nem kapnak megfelelő segítséget és támogatást, és nem vonják be őket bele a róluk is szóló döntésekbe. Habár a fogyatékosságnak ez a típusa nem mindig jár együtt más fogyatékossággal, és sokuk képes önmagáról gondoskodni és nehéz, vagy bonyolult feladatokat elvégezni, mégis kiszolgáltatottak kommunikációs szempontból. Minél súlyosabb a beszédzavar, annál súlyosabb ez a kiszolgáltatottság, a legerősebb a némáknál. A sérülés módjától és a kommunikációs stratégiájuktól függően kifejezőbb lehet a szavak nélküli kommunikációjuk, vagy tömörebben írhatnak, mint az épek.
Az alternatív vagy augmentatív kommunikációra szorulók nem végezhetnek beszélőképességen alapuló vagy jó, vagy akár normál kommunikációs képességet megkövetelő munkát, de egyes beszédhibások, akár még dadogók is sikerrel végigküzdötték magukat az áhított beszédigényes foglalkozásig, például a színészetig.

### Mozgássérültség
Egy személy akkor mozgássérült, ha mozgásszervi sérülései, más szervi károsodásai vagy krónikus betegsége miatt viselkedési lehetőségei annyira beszűkültek, hogy az akadályozza a szociális interakciókban. Megváltoztatja a testképet, beszűkíti mind az érzékelés, mind a cselekvés lehetőségét. A mozgássérültek a hőmérséklet megváltozását is nehezebben bírják.
Sokféle oka és megjelenési formája létezik. Okozhatja többek között:
- Ortopédiai elváltozás
- Agyi vagy gerincsérülés
- Amputáció
- Nyitott gerinc
- Izombetegségek
- Csontízületi gyulladás
- Ízületi gyulladás
- Reumás artritisz[16]

Veleszületett is lehet.
A mozgássérültségről a legtöbb embernek az amputáció és az egy vagy több végtagra kiterjedő bénultság jut eszébe. Azonban ez nem fedi le az összes lehetőséget. Járhat az izomtónus, a mozgás irányításának zavaraival, vagy egyszerűen bizonyos ízületek megmerevedésével, gyulladásával, fájdalmával. Az alábbiakban több olyan betegséget is leírunk, ami ezekkel a tünetekkel jár.
A mozgássérültség kiszolgáltatottá teszi az embert. Ezt ők is érzik, és ez rossz hatással van a lelkivilágukra. Sokat segíthet rajtuk az, ha ők is hozzájárulhatnak a saját boldogulásukhoz. A munkához a megmaradt képességeket kell figyelembe venni. A még jól mozgó testrészeikkel ügyesebbek lehetnek, mint az épek, bár sok mozgássérültnek a kézügyessége sem a legjobb.

## Betegségek

### Ízületi gyulladás
Az ízületi gyulladás mozgásszervrendszert, ízületeket, csontrendszert érintő betegség, melynek súlyossága egyénenként változhat.
Két fő típusa van:
- osteoartritisz
- reumás artritisz[17]

### Csont-ízületi gyulladás (osteoartritisz)
A csont-ízületi gyulladás általában középkorú embereknél, elsősorban nőknél megfigyelhető elváltozás, mely gyakorlatilag az ízületek elkopásából ered. Jellemző tünetei:
- fájdalom
- mozgáskorlátozottság
- dagadt ízületek
- deformitás
- funkciócsökkenés[18]

Kialakulásának okai (többek között):
- törés
- más trauma vagy sérülés
- elhízás
- genetikai tényezők
- veleszületett rendellenességek, például elhanyagolt testtartási problémák
- csontkárosodást okozó gyermekbetegségek[18]

A testben található legtöbb ízületet érintheti, a leggyakrabban azonban a
- térdben
- a csípőben
- a hüvelykujj és a nagylábujj tövénél
- az ujjvégi ízületekben
- a kéz egyéb ízületeiben jelentkezhet[18]

A háziorvos előzetes, a beteg előéletét is feltáró vizsgálatát követően többnyire röntgenvizsgálat támasztja alá a tüneteket.

### Reumás artritisz
A reumás artritisz a pubertás kortól fogva érinti az embereket. 50 éves kor előtt az emberek mintegy kétharmadánál alakul ki, többnyire nők esetében.
A betegség az egész testre kihathat, és amikor aktív, a beteg rendkívül rosszul érzi magát. Érinthet mindössze néhány ízületet, de akár teljes egészében ágyhoz köthet valakit.
Tünetei személyenként eltérőek lehetnek, de a következők általában jelentkeznek:
- fájdalom
- merevség
- mozgáskorlátozottság és funkciócsökkenés
- gyulladt, dagadt ízületek
- rossz közérzet
- sok ízület érintettsége gyakran szimmetrikusan
- először a lábon és a kézen jelentkezik
- főleg a kézen és a lábon kialakuló deformitás[19]

A reumás artritisz mellé általában a következő betegségek társulnak:
- bőrfekélyek
- idegbecsípődések
- mellkasi problémák
- látási problémák
- veseelégtelenség
- kóros fogyás.

### Asztma
Az asztma a leggyakoribb tüdőbetegség, a felnőtt lakosság mintegy 5%-át érinti. Jellemzője a légutak fokozott érzékenysége a levegőben terjedő irritatív anyagokra.
Asztmás roham esetén a légutak beszűkülnek, ami légzési nehézséget okoz. Ez bekövetkezhet valamilyen olyan irritatív anyagok, mint például por vagy pollen, hirtelen végzett megerőltető testmozgás, vagy bizonyos esetekben stressz hatására.
A foglalkozással járó asztma olyan anyagra adott reakcióként fejlődik ki, amelynek a munkavállaló a munkahelyen ki van téve. Ezeket az anyagokat "respirációs szenzitizereknek" (légúti allergiakeltő anyagoknak) nevezzük, idetartozik például többek között a liszt és a fűrészpor.
Ha az allergia kialakult, már kevés irritatív anyag is elegendő lehet ahhoz, hogy asztmás reakció lépjen fel. A súlyos tüdőkárosodás veszélye miatt feltétlenül kerülendő az ilyen anyagokkal történő tartós érintkezés.
Az asztma gyógyszerrel és általában inhalátorral kezelhető.
Az egyéb légúti problémák közé tartozik még:
- Krónikus hörghurut (bronchitis) és tüdőtágulás (emphysema) – tüneteik hasonlóak az asztmához, de kevésbé kezelhetők inhalátorral.
- Cisztás fibrózis – ritka betegség, amely során a légúti tünetekhez egyéb betegségtényezők is társulnak. A betegség veleszületett, és napi antibiotikumos és fizioterápiás kezelést igényel. A cisztás fibrózisban szenvedők különösen hajlamosak mellkasi fertőzésekre, és nem képesek megerőltető fizikai munkát végezni.

### Agyi eredetű mozgászavar (Cerebral Paresis/CP)
Gyakran nem egy, hanem több fogyatékossággal jár együtt. Ez az állapot az agy születés előtti, a születéskor, vagy a születés környékén történt sérülésének következménye. Születés után is bekövetkezhet agyi fertőzés vagy trauma hatására.
A CP nem ragályos, nem örökletes, és nem súlyosbodik, ezért hatásainak kezelése az élet korai stádiumában elkezdődhet, és végigkíséri az egyén életét. Ezek a hatások az idő során a javuló egészségügyi ellátás, oktatási módszerek és technológia révén mára általában mérséklődtek.
A CP-s emberek intelligenciája és képességei nagy mértékben eltérhetnek. Ezek az emberek az alábbiak közül egy vagy több tünetet mutathatnak:
- szpasztikus, azaz feszes görcsbe rándult izmok, ami akadályozza a klienst bizonyos mozgások végzésében, és a dexteritás (kézügyesség) elvesztését eredményezi
- sérült mobilitás
- mozgáskoordináció hiánya
- tanulási nehézségek
- beszéd-/kommunikációs nehézség
- érzékszervi, azaz látás-, hallás- vagy tapintási problémák.

Az alábbi tünetek szintén jelentkezhetnek:
- epilepszia
- egyensúlyi problémák
- remegés
- koncentrálási nehézségek
- kimerültség
- nyelési problémák, emiatt a kliensnek nyálcsorgása lehet.

### Cukorbetegség (diabetes)
A cukorbetegség teljes nevén diabetes mellitusként ismert. Olyan betegségről van szó, amely gátolja a tápanyagok, főleg a cukrok megfelelő felszívódását. Okozója a hasnyálmirigy elégtelen, a szervezet szükségleteit nem kielégítő inzulintermelése.
A betegség nem gyógyítható, azonban gondos étrenddel, gyógyszerrel, vagy a kettő kombinációjával jól kézben tartható.
Általában két típusát különböztetjük meg.

#### Inzulinfüggő diabetes
Bármilyen korban kialakulhat, a legtöbb gyerek és fiatalabb felnőtt, akiknél megállapították a diagnózist, a betegségnek ezzel a formájával él együtt.
A betegség feletti kontroll az inzulin injekciós bevitelével, valamint az ezt kiegészítő megfelelő étrenddel valósítható meg. Ennek az a célja, hogy a beteg a vércukorértéket a megfelelő határok között tartsa. A háziorvos, vagy egy diabetes klinika felügyelete mellett a legtöbb felnőtt saját maga adja be az inzulininjekciót, és kíséri figyelemmel a vércukor szintjét.
A kontroll hiánya miatt a vércukor szintje lecsökken és ún. hipoglikémiás (hypoglycaemiás) sokk léphet fel. Amikor ez bekövetkezik, a beteg összezavarodik, és ha nem részesül azonnali ellátásban, eszméletét veszítheti, és kórházba kell szállítani.
A legtöbb cukorbeteg időben felismeri a sokk kezdetét, és szőlőcukortartalmú édességet tart magánál, amellyel átmenetileg helyreállítja a vércukoregyensúlyt.

#### Nem inzulinfüggő diabetes
Ez főként a 30 évnél idősebb embereket érinti, és vagy csak étrenddel, vagy az étrend és szájon át szedhető gyógyszer együttes alkalmazásával kezelhető.
A cukorbetegség okai után kutakodva valójában azt kellene megkérdezni, hogy "Mi gátolja a sejteket abban, hogy inzulin hatására cukrot égessenek?".
Bár az orvosok általában egyetértenek abban, hogy genetikai okai lehetnek, a valódi ok ismeretlen.

### Epilepszia
Az epilepszia visszatérő görcsös rohamokra vagy tudatzavarra való hajlam – ezeket az epizódokat „roham”-oknak nevezzük. Az epilepsziás rohamok széles skálán változó tünetekkel járnak, egészen az enyhe, külső szemlélő által alig észlelhető érzetektől a súlyos rángógörcsökig. A rohamok sokszor egy bizonyos időpontban vagy bizonyos rendszerességgel, viszonylag pontosan kiszámítható módon következnek be. Sokan figyelmeztető jeleket (pl. ún. "aurát") éreznek a roham előtt, így még megfelelő helyre ülhetnek vagy fekhetnek le, mielőtt rájuk törne. Egyénenként változik, hogy egy-egy roham után ki mennyi idő alatt jön helyre, de szinte minden roham magától múlik el, és az illető spontán magához tér. Ehhez sokszor elég a csendes, kíméletes megnyugtatás.
A gyógyszeres kezelés fejlődésének köszönhetően ma már a megfelelő készítménnyel és adagolással az epilepszia legtöbb válfaja kézben tartható, jóllehet egyénenként változó mértékben.
Az epilepsziás rohamok az agyműködés elektromos zavarai következtében törnek ki. Nem ismert, hogy mi váltja ki ezeket a zavarokat, de a következők eredményeképpen alakulhatnak ki:
- fejsérülés
- fertőző betegség, láz
- agyvérzés
- biokémiai rendellenességek.[23]

A figyelmeztető jelek felismerése mellett az epilepsziában szenvedők azt is tudják, hogy mi növeli a roham valószínűségét. Kiváltó tényezők:
- a rendszeres gyógyszerszedés elmulasztása
- a stressz
- a szorongás
- az unalom és a tétlenség
- az alkohol
- a nagy meleg
- a kialvatlanság
- a rendszertelen étkezés
- a villogó/villódzó fények[24]

Az utóbbival kapcsolatban elterjedt félreértés, hogy az epilepsziások nem dolgozhatnak katódsugárcsöves (CRT) számítógépes monitor előtt. Valójában az epilepsziásoknak kevesebb mint 5%-a esetében válthatnak ki rohamot a villogó/villódzó fények. Legtöbbjükre semmilyen hatást nem gyakorol egy monitor, egy televízió, vagy egy megfelelően beállított világítótest.
Egyes foglalkozások esetén jogszabály tiltja az alkalmazást, például az alábbi munkakörökben:
- hivatásos sofőr/gépkezelő, mozdonyvezető, buszvezető, darukezelő
- pilóta
- tehergépjármű-vezető
- állványozó és ipari alpinista
- tűzoltó

Egyesekre a kezelés ellenére is sűrűn és kiszámíthatatlanul jön rá a roham. Az ő esetükben indokolt néhány korlátozás. Az ilyen epilepsziás kerülje az alábbi tevékenységeket:
- vezetés
- létrán vagy magasban végzett munka
- mozgó géppel végzett munka
- nyitott tűzhely közelében végzett munka
- elkerítetlen vízfelület közelében végzett munka[26]

Az epilepsziások számára akkor engedhető meg a vezetés, ha teljesítik a jogszabályban előírt követelményeket.

### Keringési megbetegedések
A munkavállaló populáció körében tapasztalt leggyakoribb szívbetegség a szívrohammal és a mellkasi fájdalommal (angina) kapcsolatos. A becslések szerint körülbelül a 40 és 59 év közötti férfiak negyedét érinti.
A szívproblémák kezelése és főként az egészség-nevelés (étrend és testmozgás) terén elért haladás azt jelenti, hogy ma már sokkal többen számíthatnak arra, hogy betegségüket követően visszamehetnek dolgozni.
Szívrohamok és mellkasi fájdalmak – Orvosi körökben szívkoszorúér-megbetegedésként vagy ischaemiás szívmegbetegedésként ismert, oka a szívet ellátó artériák szűkülete, elzáródása.
Ha valaki kisebb első szívrohamon vagy szívinfarktuson esik át, ebből jól felépülhet anélkül, hogy további gyengítő hatásokat tapasztalna. Mások, akik nagyobb kiterjedésű szívsérülést szenvedtek el, maradandó szimptómákat észlelhetnek.
E szimptómák jellemző módon a fizikai erőfeszítéssel függnek össze. Ilyen például:
- a légszomj
- korai fáradtságérzet
- szorító érzés a mellkasban vagy a torokban
- a bal karba kisugárzó központi fájdalom[29]

Magas vérnyomás: Orvosi kifejezéssel hypertonia néven ismert. A legtöbb esetben, ha jól ellenőrzött, alig vagy egyáltalán nem jár járulékos szimptómákkal, és kevés állás minősül nem megfelelőnek.
Az ellenőrizetlen magas vérnyomás sokféle állásban elfogadhatatlan, ha fennáll az eszméletvesztés kockázata és az ennek megfelelő kockázat az alanyra illetve másokra nézve.
Egyéb keringési és érbetegségek: Akinek rossz a keringése, általában kerülje az olyan munkát, amelyet hideg környezetben kell végezni, illetve ahol nagy a vágásos vagy zúzódásos sérülések kockázata.
A visszértágulásban szenvedőknek időnként sétálniuk kell egy kicsit, és kerülniük kell a hosszadalmas állást vagy ülést.
Annak, aki a „fehér ujj” betegségként is ismert Raynaud-szindrómában szenved, valószínűleg nehézséget jelent bármilyen rezgő szerszám alkalmazása. Előfordulhat az is, hogy olyan érzékenyek az ujjbegyeik, hogy a gépelés vagy az állandó billentyű-nyomogatás más formái is fájdalmat okoznak számukra.
A keringési zavarok fő okai:
- öröklött vagy veleszületett megbetegedések
- magas zsír- ill. koleszterin- és alacsony rosttartalmú étrend
- dohányzás és alkoholfogyasztás
- nagyfokú stressz
- folyamatos, a test teherbírását meghaladó igénybevétel[29]

Általában kerülni kell a következő munkafeltételeket:
- stresszel járó munka
- nagyobb súlyok mozgatásával vagy sok hajolással járó munka
- vészhelyzetekre adott reakciót követelő munka
- túlfűtött, párás környezetben végzett munka.[30]

Némely, gőzök formájában gyakran jelen levő vegyi anyag ártalmas lehet az anginában szenvedőknek, különösen, ha a munka olyan, hogy azt zárt helyen kell végezni.

### Hát- és derékfájás
A hátfájás különféle megbetegedések igen gyakori szimptómája. Az elsődleges probléma a fájdalom, amelynek okai a következők lehetnek:
- ütés vagy túlzott megerőltetés révén kialakult hátsérülés;
- csigolyaközi porckorong problémák (ezeket néha porckorongsérvként emlegetik);
- oszteoartritisz (csont-ízületi gyulladás);
- váz- és izomproblémák, így azok, amelyek az izmokkal, csont-ízületekkel, szalagokkal és inakkal kapcsolatosak.

Számtalan olyan tényező van, amely súlyosbíthatja a hátfájást. A leggyakoribbak a következők:
- rossz tartás
- a gerinc hajló és csavarodó mozgásai
- emelés
- huzamosabb ülés vagy állás
- létramászás
- köhögés, tüsszentés.

Mivel gyakori, hogy a röntgenfelvételen nem látszik semmi, előfordulhat, hogy a háziorvosnak nehézséget okoz a fájdalom okának lokalizálása és elkülönítése. Ilyen esetben az orvosnak a beteg panaszaira kell hagyatkoznia.
A hátfájással kapcsolatban gyakran elhangzanak a következő szavak:
- Ülőidegzsába (ischias)
- Csigolya-és szalagmeszesedés (spondylosis)
- Csigolyagyulladás (spondylitis)
- Derékfájás (lumbago)
- Reuma
- Gerincmeszesedés

Általában a hátproblémák és konkrétan a hátfájás a munkahelyről való távollétek egyik fő oka. Mivel gyakran nehéz diagnosztizálni a tényleges hatásokat, a munkáltatók, különösen a nagyobb szervezetek, esetleg úgy érezhetik, hogy visszaélésekre adnak alkalmat.

### Mentális megbetegedés
A mentális megbetegedésnek sok formája van, és nehéz általánosítani. Időről időre mindannyian tapasztaljuk az érzelmi lehangoltság különböző fokozatait. Sokszor olyan életeseményekre reagálunk így, mint a gyász vagy az elbocsátás, amelyek olyan érzelmekkel járhatnak, mint depresszió, szorongás, ingerlékenység vagy harag.
Mentális megbetegedés esetén ezek az érzések olyan mértékben vagy olyan hosszú időn át jelentkeznek, hogy kihatnak az illető személy azon képességére, hogy boldoguljon a mindennapi életben. Előfordul, hogy a mentális problémákat tapasztaló személyek nehezebben boldogulnak másokkal, észreveszik, hogy alacsonyabb a stressz-toleranciájuk, úgy érezhetik, hogy gondolataikat és cselekedeteiket valaki más irányítja, vagy esetleg azt hiszik, hogy mások róluk beszélnek.
A munka során a hatások megnyilvánulhatnak
- kisebb teljesítményben
- gyenge összpontosítási készségben
- rossz ítélőképességben és döntéshozatalban
- rossz interperszonális kapcsolatokban a munkatársakkal, vezetőkkel és ügyfelekkel
- a munkahelyről való nagyobb fokú távollétben és a személyi állomány nagyobb forgásában.

#### A leggyakoribb formák
A leggyakoribb formák, amellyel gyakran találkozhatunk, a szorongás és a depresszió. Régebben ezeket neurotikus rendellenességnek vagy neurózisoknak nevezték. Ezeket a kifejezéseket és a többi olyant, mint "idegösszeomlás", "mentális összeomlás" manapság ritkán használják, mivel az elmegyógyászati szakemberek szerint ezek a címkék pontatlanok, és nem mondanak semmit az okról és okozatról.
Szorongás: Egy személy akkor tekinthető szorongásos betegségben szenvedőnek, ha nagyfokú szorongást érez olyan helyzetekben, amelyek általában nem okoznak ilyesmit. A szorongásos állapotok közé tartozik a pánikbetegség és a meghatározatlan, általános szorongás. Gyakori jellemző az aggodalom, a feszültség és a kapkodva lélegzés.
Depresszió: A depresszió érdeklődés-vesztéssel, reménytelenséggel és bűntudattal járhat. Az ilyen betegségben szenvedő személynél előfordulhat, hogy rosszul alszik, úgy érzi, kevesebb az energiája, vitalitása, úgy érzi, elveszítette az uralmat az élete fölött.
E rendellenességek közül sok hatékonyan kezelhető több megközelítésmód kombinációjával, vagyis gyógyszerezéssel, tanácsadással, pszichoterápiával és önsegítő stratégiákkal.
A mentális problémák súlyosabb formáit gyakran pszichózisnak nevezik. Ez a kifejezés arra az állapotra vonatkozik, amikor jelentősen károsodik a személy képessége arra, hogy megkülönböztesse a valóságost a képzeletbelitől.
A tudathasadás (skizofrénia) esetében ez hallucinációban nyilvánulhat meg, vagyis abban, hogy valaki hangokat hall, amikor nem beszél senki, vagy abban az erős és makacs hitben vagy téveszmében, hogy gondolatait és érzéseit mások is ismerik és irányítják. A skizofrénia egy gyakran félreértett pszichiátriai kórkép. A skizofréniára jellemző a gondolatok, érzések és cselekedetek közötti összhang felbomlása. Az asszociációk felbomlanak, és új, az ép vagy egészséges szemlélő számára bizarr képzettársítások jönnek létre. A kórkép a hallucinációkról, téveszmékről, a bizarr viselkedésről és beszédről ismert, de van, amikor ezek nélkül a pozitív tünetek nélkül jelentkezik.
Alkalmazásukat behatárolja, hogy gyógyszereiktől elálmosodnak, érzelmileg tompák lesznek, ezért alvási igényük akár napi 12 óra is lehet.
A bipoláris depresszió jellemzője a drámai hangulatváltás a legmélyebb depresszió és a legmagasabb fokú feldobottság között, közben gyakran viszonylag stabilabb hangulatú időszakokkal. A laikusok ezt az állapotot gyakran "mániás depressziónak" nevezik.
A személyiségzavarok mélyen gyökerező, merev viselkedésminták, amelyek rugalmatlan és gyakran nem megfelelő reakciókat eredményeznek személyes ill. szociális helyzetekben. Mindig interperszonális nehézségek és a szociális működéssel kapcsolatos problémák társulnak hozzájuk. Többféle személyiségzavar létezik, például borderline, elkerülő, paranoid, szkizoid, antiszociális, obszesszív-kompulzív személyiségzavar, multiplex személyiségzavar.

### Szklerózis multiplex (SM)
A test idegrendszere olyan, mint egy telefonhálózat. Az idegek alkotják az izmok és a központi idegrendszer (konkrétan az agy és a gerincagy) közötti kommunikációs vonalakat, úgy, ahogy a telefonvonalak összekapcsolja a vevőket és a központot. A rövidzárlat elkerülése érdekében a telefonrendszer minden egyes vezetéke szigetelve van. Hasonlóképpen az idegrendszerben minden egyes ideget szigetelő borítás – myelin-hüvely – véd.
Szklerózis multiplex esetén a hüvely elveszíti szigetelő tulajdonságát, és ezáltal az idegpályákon haladó jelek interferálni tudnak egymással. Ha a folyamat folytatódik, megsérül maga az idegrost is. Ez az érintett ideg normális tevékenységének további csökkenését eredményezi.
A myelin-hüvely érintettsége személyenként és időnként különböző lehet. Ez az ingadozás eredményezi a szklerózis multiplexben szenvedőkre jellemző igen sokféle visszaesési és javulási mintát.
A szklerózis multiplex a központi idegrendszer egyik leggyakoribb megbetegedése. A diagnózist általában 20 és 40 éves kor között állapítják meg, és a betegség 3:2 arányban gyakoribb a nők, mint a férfiak körében.
Mindenekelőtt azt kell szem előtt tartani, hogy a szklerózis multiplex nem olyan betegség, amely feltétlenül és gyorsan bénulást eredményez. Sőt, még bénulás esetén is gyakori a teljes felépülés.
A szklerózis multiplex nem ragályos és nem is fertőző. Nem okoz görcsöt vagy hirtelen rohamot.
A szklerózis multiplex hatásai:
A legtöbb ember a megbetegedés egy enyhe formájában szenved, amely nemigen befolyásolja munkaképességét, de a következő általános hatások lehetnek jelen bizonyos mértékben:
- hajlam a szokásosnál nagyobb fokú fáradékonyságra;
- az egyensúlyérzék, koordináció, kézügyesség, járási és mászási képesség károsodása;
- látáskárosodás;
- az intellektuális működés károsodása;
- gyenge összpontosítási képesség;
- gyenge információ-megtartási képesség.[36]

### Bőrbetegségek
A bőr-problémák két kategóriába oszthatók. Vannak nem foglalkozási eredetűek (vagyis amelyeket nem az okoz, hogy munka közben a bőrfelület érintkezett valamivel) és foglalkozási eredetűek (ahol elkülönítettek egy munkával összefüggő okot). A legtöbb bőrbetegség nem ragályos, és kevésnek van bármiféle kihatása a munkavállalásra.
Ekcéma: Az ekcéma fő jellemzője, hogy az alany védtelen az ingerlőanyagokkal szemben. A foglalkozási változat esetében a probléma forrását jelentő anyagok sokszor olajak, oldószerek és tisztítószerek. Ezeknek a hatását tovább ronthatják az olyan fizikai tényezők, mint a hőmérséklet, a vizes munkák és a gyakori kézmosás. Ha a problémát sikerült azonosítani, általában elegendő elkerülni a káros hatás további érvényesülését.
A kezet, alsókart és a hajas fejbőrt érintő ekcéma általában alkalmatlanná teszi az alanyt az olyan foglalkozásokra, ahol élelmiszert kell kezelni vagy készíteni, és bizonyos fajta kórházi munkákra is.
Pikkelysömör (pszoriázis): A többi bőrbetegséghez hasonlóan általában itt sem megfelelő az élelmezésben vagy kórházban végzett munka, ha a pszoriázis a kezet, az alsókart vagy a hajas fejbőrt érinti.
Az enyhe pikkelysömör, ha a kezet nem érinti, valószínűleg nem okoz jelentős problémát a munkavállalás során. A betegség azonban súlyosbodhat olyan fizikai vagy kémiai károsítók hatására, mint a nehéz munka vagy a bőr-irritánsokkal való érintkezés. A pikkelysömör időnként egy bizonyos típusú ízületi gyulladás velejárója, amely esetben további munkakorlátozásokra lehet szükség.
A bőrbetegségek viszonylag gyakoriak, és úgy minden harmadik embernek kell orvosi segítségért folyamodnia. Általában a bőrfelületen levő száraz foltok formájában jelentkeznek, vagy súlyosabb esetben kiütések vagy sebek formájában. A bőrbetegség miatt igényelt betegszabadság viszonylag ritka, mivel sokan végigdolgozzák a kezelés időszakát is.

## Külső hivatkozások
- https://web.archive.org/web/20070928125058/http://www.fogyatekosugy.hu/main.php?folderID=1447&articleID=30750&ctag=articlelist&iid=1
- 22 módszer az artrózis, arthritis, ízületi panaszok, idült ízületi gyulladás ízületi fájdalom csillapítására